# La Dame brune

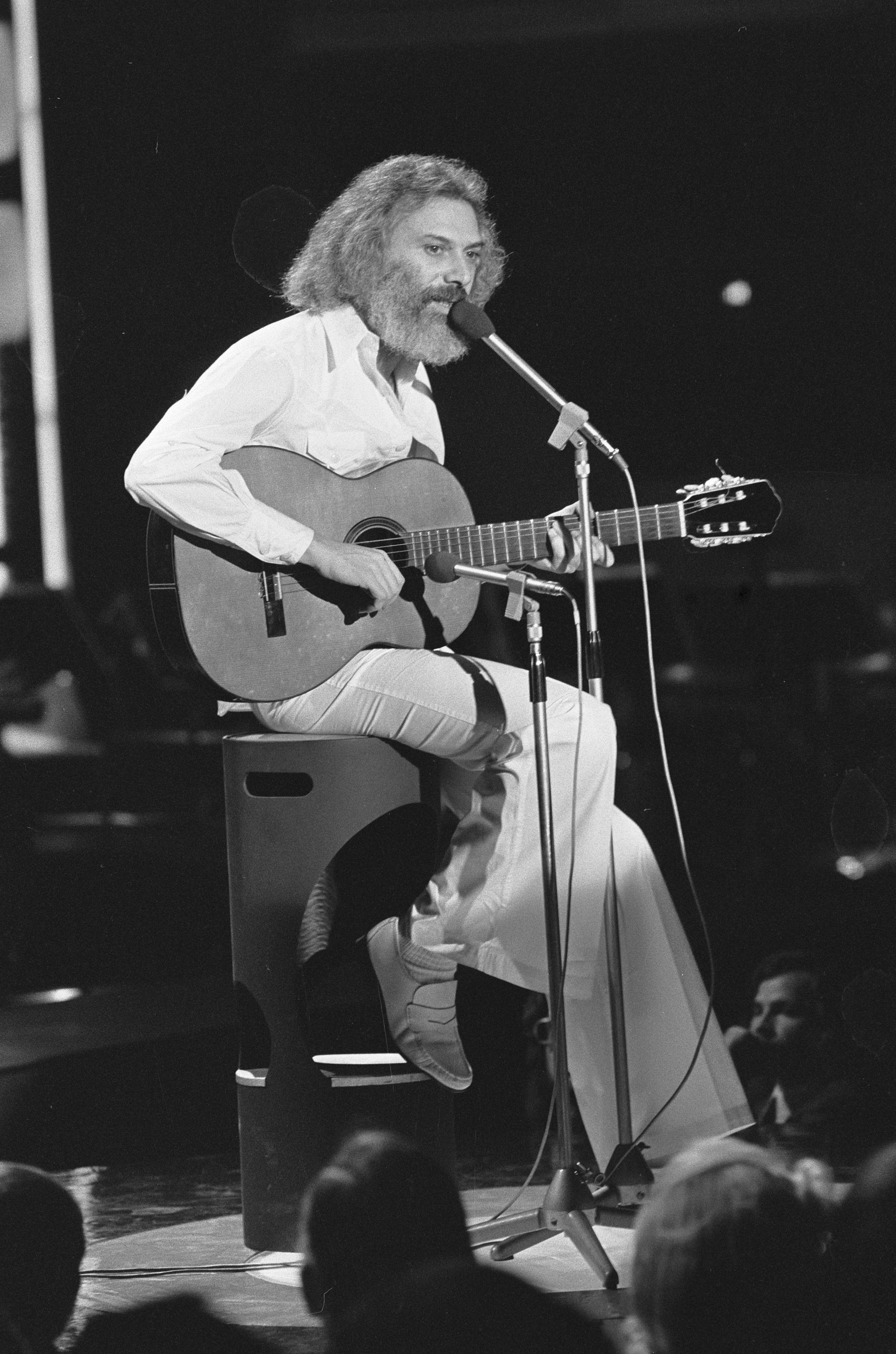
Georges Moustaki

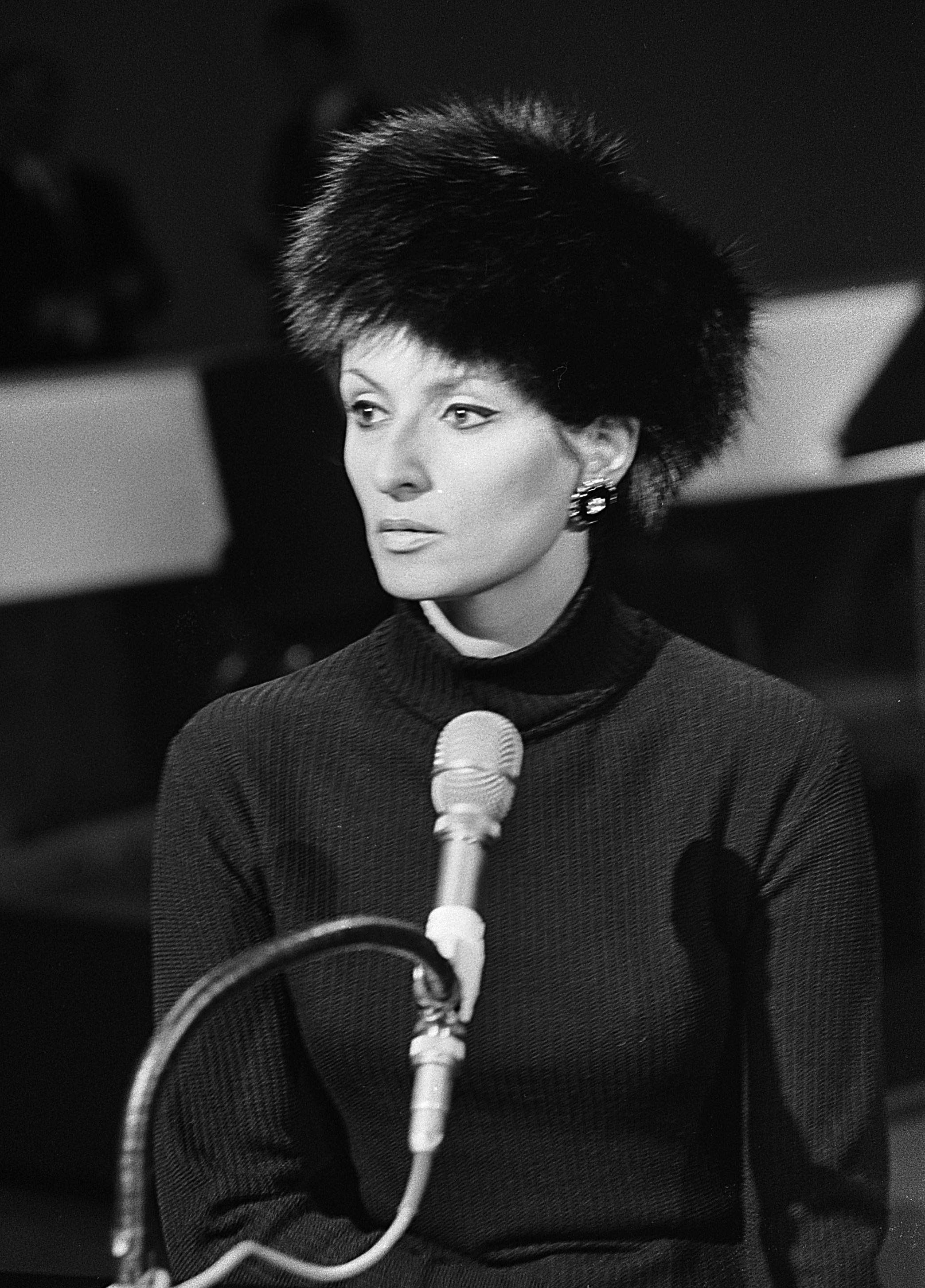
Barbara.

«La Dame brune» (La dama morena) es una canción francesa de 1967, compuesta por Georges Moustaki que la grabó a dúo con Barbara. Fue editada en el álbum de Barbara «Ma plus belle histoire d'amour» (mi historia de amor más hermosa).
La letra está en octosílabos con otros versos de cuatro sílabas.
La canción hace algunas referencias al tema tradicional Au clair de la lune.
La interpretaron a dúo en el Olympia de París. 
- Datos: Q3208086